# Zelometeorium
Zelometeorium là một chi rêu trong họ Meteoriaceae.